# Ómar Ingi Magnússon
Ómar Ingi Magnússon (12 de marzo de 1997) es un jugador de balonmano islandés que juega de lateral derecho en el SC Magdeburg de la Bundesliga. Es internacional con la selección de balonmano de Islandia.
Su primer campeonato con la selección fue el Campeonato Mundial de Balonmano Masculino de 2017, en el que compitió con tan solo 19 años.

## Palmarés

### Aalborg
- Liga danesa de balonmano (2): 2019, 2020
- Copa de Dinamarca de balonmano (1): 2018-19

### SC Magdeburg
- Liga Europea de la EHF (1): 2021
- Liga de Alemania de balonmano (2): 2022, 2024
- Copa de Alemania de balonmano (1): 2024
- Campeonato Mundial de Clubes de Balonmano (3): 2021, 2022, 2023
- Liga de Campeones de la EHF (1): 2023

## Clubes
- Valur ( -2016)
- Århus GF (2016-2018)
- Aalborg HB (2018-2020)
- SC Magdeburg (2020- )